# گیرنده غشایی استروژن
گیرنده‌های غشایی استروژن (انگلیسی: Membrane estrogen receptor) یا به اختصار mERs گروهی از گیرنده‌ها هستند که به استروژن اتصال می‌یابند. بر خلاف گیرنده استروژن (ER) که نوعی گیرنده هسته‌ای و بر فرایندهای ژنوم اثر می‌گذارد، گیرنده‌های غشایی استروژن، گیرنده‌های سطح سلول هستند که پیام‌رسانی سلولی را به‌سرعت از طریق تعدیل ترارسانی پیام در درون سلول تغییر می‌دهند. برخی از انواع مشهور این گیرنده‌ها عبارتند از:
- گیرندهٔ استروژنی مرتبط با غشاء آلفا (mERα)
- گیرندهٔ استروژنی مرتبط با غشاء بتا (mERβ)
- GPER
- ER-X
- ERx
- Gq-mER